# Joe Grim

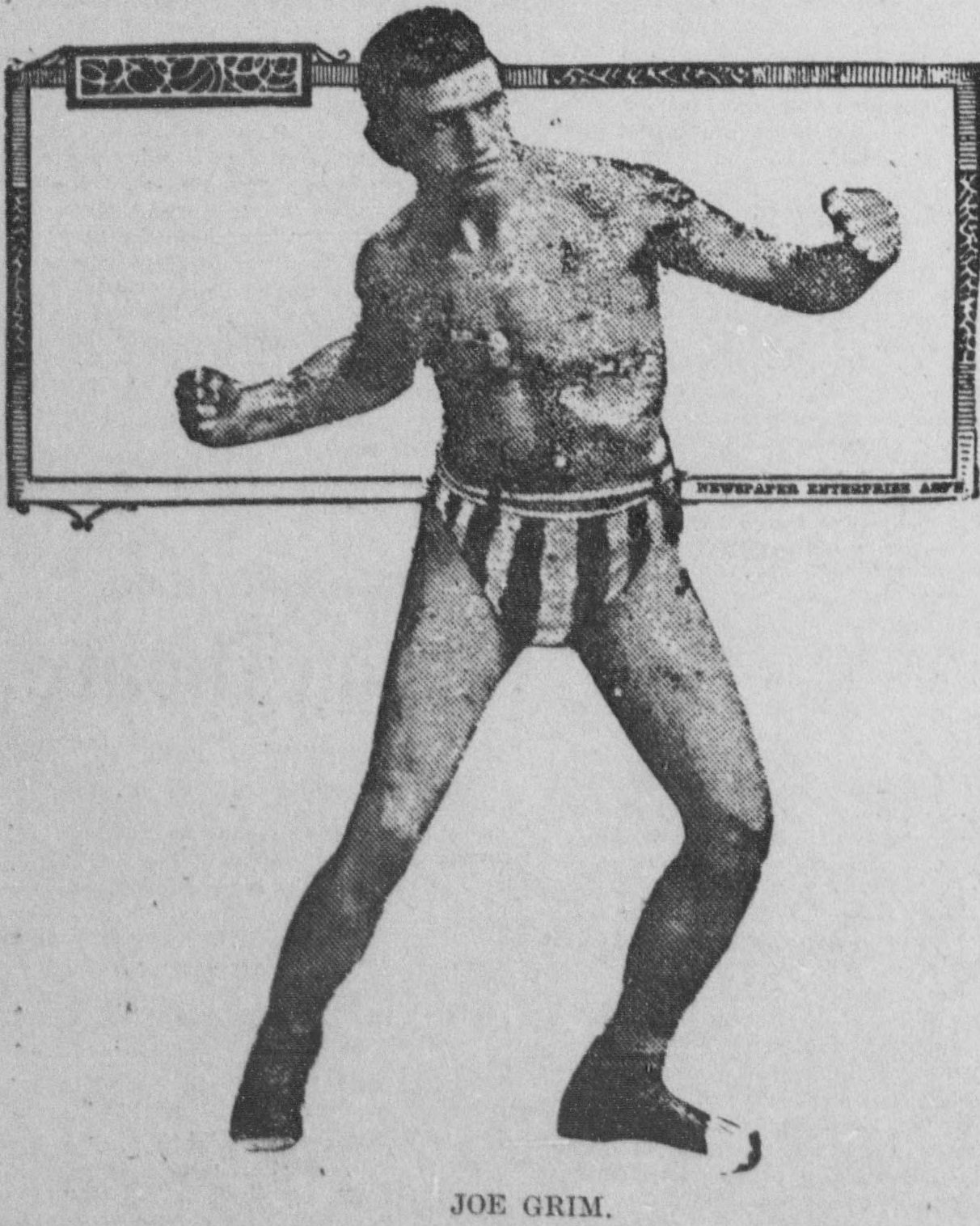
Foto di Joe Grim presa da un articolo apparso sull'edizione del Tacoma Times del 14 Gennaio 1904

Joe Grim, pseudonimo di Saverio Giannone (Avellino, 16 marzo 1881 – Filadelfia, 18 agosto 1939), è stato un pugile statunitense in attività nei primi anni del XX secolo.

## Biografia
Joe Grim nacque con il nome di Saverio Giannone in Irpinia, ad Avellino, città in cui visse finché la sua famiglia emigrò negli Stati Uniti quando aveva dieci anni.

### Carriera da pugile
Della sua vita prima della carriera pugilistica si conosce poco. Come pugile prese parte a oltre 150 incontri professionistici (alcune fonti dell'epoca collocano questa cifra tra 300 e 500), alternandosi fra le categorie dei pesi medi e welter.
Nonostante abbia perso la stragrande maggioranza dei numerosi combattimenti cui abbia preso parte, Grim diventò rapidamente un pugile popolare e particolarmente apprezzato dagli spettatori, principalmente per la non comune capacità di incassare pesanti colpi o pestaggi prolungati senza andare fuori combattimento: Grim andava al tappeto, ma rialzandosi sempre.
Questa notevole tenacia gli valse i soprannomi di "The Iron Man" e "The Human Punching Bag" ("L'uomo di ferro" e "Il sacco da pugile umano"). Spesso alla fine di un incontro ripeteva il rituale di accostarsi alle corde e rivolgersi agli spettatori gridando "Io sono Joe Grim, e non temo nessuno al mondo!", rituale che contribuì a consolidarne la nomea. Nel 1930 la rivista The Ring lo denominò "il più grande prodigio fisico che il pugilato abbia mai conosciuto. [...] Grim offriva il suo corpo come bersaglio a contendenti che lo sopravanzavano di parecchie libbre. E rivendica la più curiosa forma di gloria cui un atleta abbia mai aspirato." Robert W. Edgren affermò al riguardo che "Buttare giù Iron Man a pugni è una perdita di tempo e fatica, perché continua a rialzarsi. Per abbatterlo fino alla fine del conteggio un pugile -se fosse permesso- dovrebbe usare un piede di porco o una mazza da baseball"
Nel 1903 Grim affrontò l'ex campione dei pesi massimi Bob Fitzsimmons. Grim, che all'inizio dell'incontro "ha preso un colpo [...] che avrebbe ucciso un uomo comune", nel corso delle riprese andò al tappeto ripetutamente, rialzandosi tuttavia ogni volta come di consueto prima della fine del conteggio e riuscendo a resistere fino alla fine del match (che come quasi sempre perse ai punti). Dopo l'incontro Fitzsimmons definì Grim come "l'avversario più duro da mandare ko che io abbia mai incontrato", nonché "insensibile al dolore fisico".
Due anni dopo Grim affrontò il futuro campione dei pesi massimi Jack Johnson. Johnson dominò l'incontro di sei round, e secondo le cronache dell'epoca mandò al tappeto Grim per ben diciassette volte. Ma Grim si presentò di nuovo in piedi alla campana finale. In uno degli intervalli fra un round e l'altro, rivolgendosi ai suoi secondi Johnson disse loro semplicemente "Non è umano". Dopo l'incontro commentò: "Non ci credo che l'uomo è fatto solo di carne e sangue"
La reputazione che Joe Grim volente o nolente si stava costruendo, di uomo che nessuno riusciva a lasciare al tappeto fino alla fine del conteggio, attirò l'interesse di numerosi altri avversari di profilo nettamente superiore al suo, tra cui Barbados Joe Walcott, Jack Blackburn, Joe Gans, Dixie Kid, Philadelphia Jack O'Brien, Battling Levinsky e Peter Maher. Grim accettò tutte le sfide, e nonostante più di uno gli inflisse punizioni molto pesanti terminò ogni incontro sulle gambe. Durante l'incontro con Joe Gans, il cui soprannome era "the Old Master" (il Vecchio Maestro), Grim fu continuativamente sottoposto a un crudele pestaggio, e Gans riuscì a mandarlo al tappeto quasi ad ogni round. Ma nemmeno lui riuscì a vincere per ko.
La dubbia sportività di una oramai evidente sfida al massacro da parte dei contendenti di Grim e della insostenibile quantità di colpi che quest'ultimo continuava ad accettare indusse la stampa (in particolare il Philadelphia Press) a premere perché Joe Grim venisse allontanato dal mondo della boxe.
In seguito alla situazione di stallo che si venne a creare Grim tentò, senza successo, di assicurarsi un combattimento con il campione in carica dei pesi massimi James J. Jeffries.
La sua carriera, assieme alla sua fama di pugile che si rialza sempre, declinarono definitivamente quando nel 1906 Sailor Burke riuscì nell'impresa di vincere per ko. Quattro anni dopo Joe Grim subì la stessa sorte per mano di Sam McVea a Parigi.

### Ultimi anni e morte
Grim iniziò a soffrire di problemi di salute mentale e fu ricoverato in un sanatorio dal 1913 fino al 1916, anno in cui fu dimesso. In seguito si guadagnò da vivere sfruttando la sua fama per promuovere e pubblicizzare i combattimenti che si svolgevano a Filadelfia, e lavorando come caposquadra in un cantiere navale, a New York. In età avanzata fu ricoverato al Philadelphia Hospital for Mental Diseases, un istituto di cura per malattie mentali, dove morì nel 1939.

## Riferimenti nella cultura di massa
Il tour di incontri di Grim in Australia nel biennio 1908-09 costituì la base per il romanzo Grimmish di Michael Winkler (2021).